# Conny Malm
Conny Malm, född 10 oktober 1975, är en svensk före detta friidrottare (tresteg). Han tävlade för Ullevi FK.

## Personliga rekord
| Utomhus - 100 meter: 10,65 (Uddevalla 24 juli 1999) - 100 meter: 10,2 (medvind) (Uddevalla 1 augusti 1998) - Längd: 7,31 (Lerum 20 maj 1995) - Längd: 7,08 (Karlstad 15 juli 1998) - Tresteg: 16,04 (Sollentuna 2 juli 1997) - Tresteg: 16,03 (Palma de Mallorca, Spanien 8 juli 1999) - Tresteg: 16,31 (medvind) (Sundsvall 20 juli 1997) | Inomhus - 60 meter: 6,75 (Göteborg 1 mars 1998) - Tresteg: 16,32 (Göteborg 1 februari 1997) |

### Fotnoter
1. 1 2 3 4 5  Wiger 2006, s. 115.
2. 1 2 3 4 5 6 7 8  ”Personsida på AllAthletics”. all-athletics.com. Arkiverad från originalet den 20 december 2016. https://web.archive.org/web/20161220194616/http://www.all-athletics.com/node/74255. Läst 18 december 2016.
3. ↑  Holmberg 2009, s. 17.
4. ↑  Holmberg 2009, s. 230.
5. ↑  Holmberg 2009, s. 251.
6. ↑  Holmberg 2009, s. 264.
7. ↑  Holmberg 2009, s. 267.